# 赤目町 (愛西市)
赤目町（あかめちょう）は、愛知県愛西市にある地名。字が13ある。

## 地理
旧八開村域南端に位置する。

### 字一覧
（配列は五十音順・読みは「Yahoo!地図」による）
- 江東（えひがし）
- 上屋敷（かみやしき）
- 下堤畦（しもていけい）
- 杉土居（すぎどい）
- 新海用（しんみよ）
- 堤敷（ていしき）
- 中屋敷（なかやしき）
- 沼（ぬま）
- 東流作（ひがしりゅうさく）
- 海用（みよ）
- 山之神（やまのかみ）
- 横座（よこざ）
- 流作（りゅうさく）

### 河川
- 海部幹線水路
- 鵜戸川

## 歴史

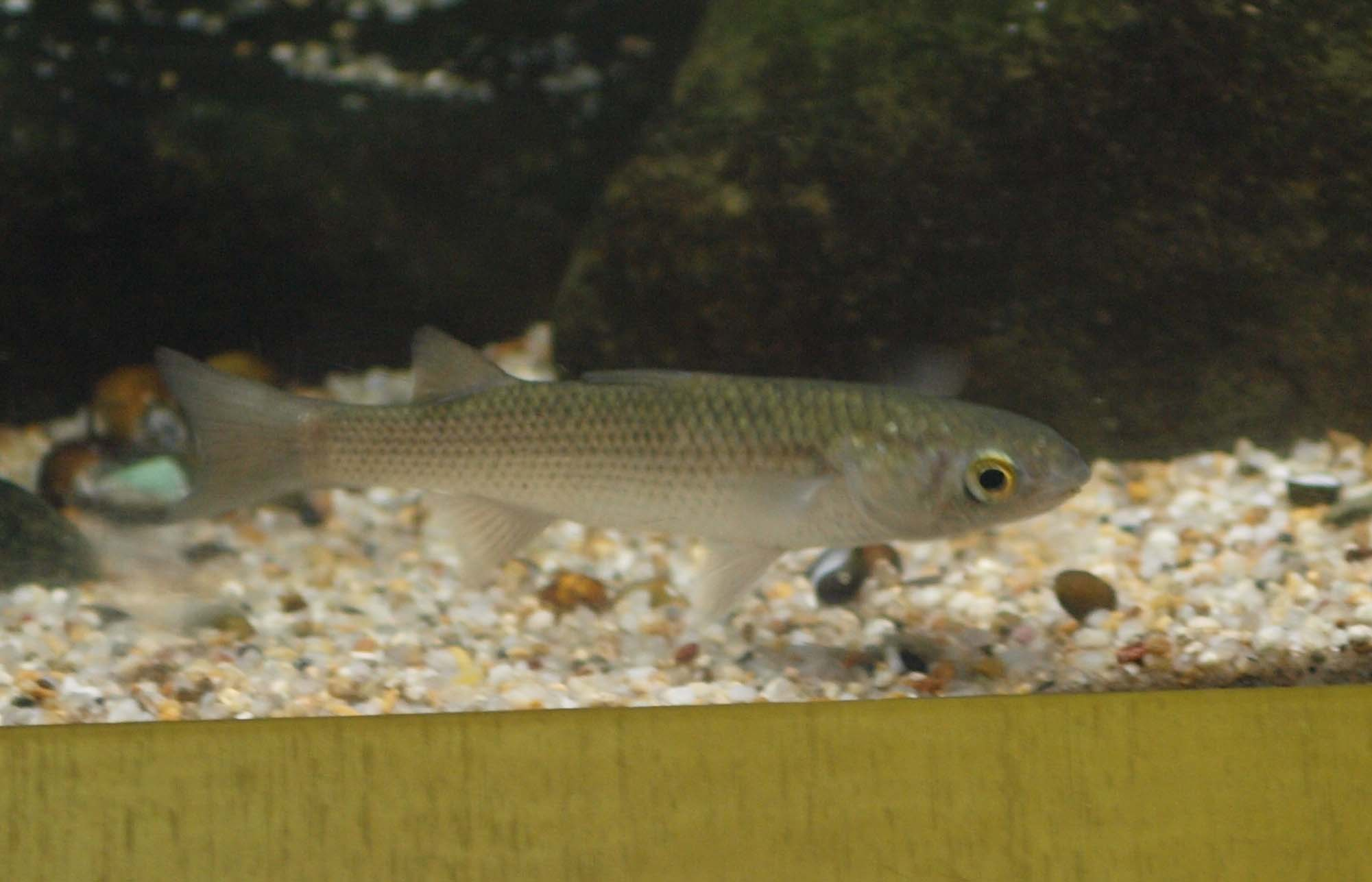
メナダ

当町のルーツは尾張国海西郡赤目村であるが、元々は現在の元赤目町・二子町あたりに所在したものが、この地域を支配した横井氏によって、当時落伏（おちぶせ）村と称していた現在地に地名ごと移転した。元の赤目村は古赤目村と改称し、後に二子町の一部となっている。

### 地名の由来
この地域で多く捕れたというボラ科のメナダ（赤目魚）の名に由来するとも、『尾張國地名考』によると赤水ないし赤目馬に由来するともいう。

### 沿革
- 1774年（安永3年） - 横井丹後守が赤目村より落伏村に在所を移転。赤目村を古赤目村・落伏村を赤目村と改称する[1]。
- 1889年（明治22年） - 八輪村大字赤目となる[3]。
- 1906年（明治39年） - 八開村大字赤目となる[3]。
- 2005年（平成17年）4月1日 - 愛西市赤目町となる。

## 世帯数と人口
2019年（令和元年）5月1日現在の世帯数と人口は以下の通りである。
| 町丁   | 世帯数  | 人口  |
| ------ | ------- | ----- |
| 赤目町 | 236世帯 | 539人 |

### 人口の変遷
国勢調査による人口および世帯数の推移。
| 1995年（平成7年）  | 45世帯 225人  |  |
| 2000年（平成12年） | 53世帯 223人  |  |
| 2005年（平成17年） | 57世帯 219人  |  |
| 2010年（平成22年） | 156世帯 488人 |  |
| 2015年（平成27年） | 156世帯 470人 |  |
| 2020年（令和2年）  | 151世帯 456人 |  |

## 小・中学校の学区
市立小・中学校に通う場合、学区は以下の通りとなる。
| 番・番地等 | 小学校             | 中学校             |
| ---------- | ------------------ | ------------------ |
| 全域       | 愛西市立八輪小学校 | 愛西市立八開中学校 |

## 交通

### バス
- 愛西市巡回バス（2020年4月1日現在）[WEB 13]

|    | 停留所名 | ルート |
| -- | -------- | ------ |
| 83 | 明範荘   | 八開   |
| 84 | 赤目町   | 八開   |

### 道路
- 愛知県道・岐阜県道8号津島南濃線

## 施設
- 愛知県警察津島警察署八輪駐在所
- 曹洞宗国音山一心寺
  - 字南屋敷154に所在。釈迦牟尼如来を本尊とする。1500年（明応9年）夏、横井時永により旧赤目村に天台宗の寺院国音山万（萬）福寺として創建。1640年（寛永17年）、横井時安が現在地に曹洞宗の寺院として再興し、一心寺と名を改めた。一心は時安の法名である一心飛華居士に由来する[4][5]。
- 真宗大谷派宝樹山光耀寺
  - 字下堤畦1に所在。阿弥陀如来を本尊とする。1494年（明応3年）[注釈 1]光正坊（鈴木神左衛門光正という武士であったという[5]）が中島郡桜方村（現稲沢市祖父江町桜方[6][WEB 14]）に開基したと伝わる[4]。1573年（天正3年）、落伏村城主山田将監が堂宇を建立したという[5]。1622年（元和8年）横井伊織助により落伏村内に移転[4]。
- 秋葉神社
- 神明社
  - 字杉土居1847に鎮座[7]。祭神は天照大神[7]。創建時期は不明[7]。赤目城主横井伊織助の信仰が厚かったと伝わる[7]。1872年（明治5年）5月、郷社となる[7]。1913年（大正2年）2月16日、山之神神社（元は字山之神に鎮座）を境内社として吸収した[7]。例祭日は4月2日[7]。
- 天理教本中村分教会
- ガーデンハウス明範荘
  - 字山之神30-1に所在。社会福祉法人貞徳会が運営する養護老人ホームおよび特別養護老人ホーム[WEB 15]。貞徳会は1961年（昭和36年）6月、江西村（現愛西市江西町）出身の政治家石原永明が晩年の1960年（昭和35年）8月に菩提寺である西導寺の住職矢留道雄に託した3000万円の基金を元手にして設立されたもので、明範荘はその2年後の1962年（昭和37年）10月1日に開所[8]（定員50名）[WEB 15]。開所当時は古材を使用した木造だったが、1971年（昭和46年）3月に愛知県補助金を元に鉄骨壁ブロック造陸屋根一部二階建てとして建替えを行った[WEB 15]。さらに1968年（昭和43年）に県補助金により明範荘特別養護老人ホームが併置された[8][WEB 15]。このときの定員は50名だったが、1974年（昭和49年）に日本自転車振興会補助金により定員を50名増やし、1979年（昭和54年）内部改装により定員を10名増やした[WEB 15]。2004年（平成16年）11月、旧施設の老朽化に伴い現在地に移転新築された[WEB 15]。同時にデイサービスも開始した[WEB 15]。貞徳会という名称は1959年（昭和34年）に亡くなった永明夫人範子の院号「貞徳院」に、明範荘は永明と範子の名に由来する名であるという[8]。

- 八輪駐在所

## 史跡
- 赤目城跡